# 25.º distrito congresional de Texas
El 25.º distrito congresional es un distrito congresional que elige a un Representante para la Cámara de Representantes de los Estados Unidos por el estado de Texas.  Según la Oficina del Censo, en 2011 el distrito tenía una población de 795 155 habitantes. Actualmente el distrito está representado por el Republicano Roger Williams.

## Geografía
El 25.º distrito congresional se encuentra ubicado en las coordenadas 31°30′3″N 97°48′57″O / 31.50083, -97.81583.

## Demografía
Según la Oficina del Censo de los Estados Unidos, en 2011 había 795 155 personas residiendo en el 25.º distrito congresional. De los 795 155 habitantes, el distrito estaba compuesto por 579 155 (72.8%) blancos; de esos, 564 099 (70.9%) eran blancos no latinos o hispanos. Además 62 587 (7.9%) eran afroamericanos o negros, 4 839 (0.6%) eran nativos de Alaska o amerindios, 16 744 (2.1%) eran asiáticos, 401 (0.1%) eran nativos de Hawái o isleños del Pacífico, 129 377 (16.3%) eran de otras razas y 17 108 (2.2%) pertenecían a dos o más razas. Del total de la población 307 952 (38.7%) eran hispanos o latinos de cualquier raza; 246 235 (31%) eran de ascendencia mexicana, 3 202 (0.4%) puertorriqueña y 1 483 (0.2%) cubana. Además del inglés, 3 766 (27.7%) personas mayor a cinco años de edad hablaban español perfectamente.
El número total de hogares en el distrito era de 302 671, y el 60.1% eran familias en la cual el 29.2 tenían menores de 18 años de edad viviendo con ellos. De todas las familias viviendo en el distrito, solamente el 42.9% eran matrimonios. Del total de hogares en el distrito, el 6.6 eran parejas que no estaban casadas, mientras que el 0.8% eran parejas del mismo sexo. El promedio de personas por hogar era de 2.56. 
En 2011 los ingresos medios por hogar en el distrito congresional eran de US$48 145, y los ingresos medios por familia eran de US$81 805. Los hogares que no formaban una familia tenían unos ingresos de US$131 843. El salario promedio de tiempo completo para los hombres era de US$42 059 frente a los US$34 535 para las mujeres. La renta per cápita para el distrito era de US$26 427. Alrededor del 15% de la población estaban por debajo del umbral de pobreza.